# Амьен-1 (кантон)

Амьен-1 (фр. Amiens-1) — кантон во Франции, находится в регионе О-де-Франс, департамент Сомма. Входит в состав округа Амьен.

## История
Кантон образован в результате реформы 2015 года . В его состав вошли западные кварталы города Амьен.

## Политика
С 2021 года кантон в Совете департамента Сомма представляют Лоран Бёвен (Laurent Beuvain) и Долорес Эстебан (Dolorès Esteban) (оба – Коммунистическая партия).
|                | Кандидаты                      | Партия                   | Первый тур | Первый тур     | Второй тур | Второй тур |
| Кол-во голосов | Кандидаты                      | Партия                   | % голосов  | Кол-во голосов | % голосов  |            |
| -------------- | ------------------------------ | ------------------------ | ---------- | -------------- | ---------- | ---------- |
|                | Лоран Бёвен Долорес Эстебан    | Коммунистическая партия  | 581        | 21,16          | 1 761      | 64,86      |
|                | Мари-Клер Буве Ив Дюпий        | Национальное объединение | 636        | 23,16          | 954        | 35,14      |
|                | Шанталь Модест Клеман Стангель | Правоцентристский блок   | 520        | 18,94          |            |            |
|                | Натали Ваньес Рено Дешам       | Разные центристы         | 475        | 17,30          |            |            |
|                | Фабьен Ален Софи Пьер          | Непокорённая Франция     | 275        | 10,01          |            |            |
|                | Лора Боке Седрик Мес           | Крайне левые             | 259        | 9,43           |            |            |

|                | Кандидаты                    | Партия             | Первый тур | Первый тур     | Второй тур | Второй тур |
| Кол-во голосов | Кандидаты                    | Партия             | % голосов  | Кол-во голосов | % голосов  |            |
| -------------- | ---------------------------- | ------------------ | ---------- | -------------- | ---------- | ---------- |
|                | Клод Шедрон Долорес Эстебан  | Левый фронт        | 1 144      | 23,10          | 2 945      | 59,47      |
|                | Ив Дюпийе Анн Руссель        | Национальный фронт | 1 695      | 34,22          | 2 007      | 40,53      |
|                | Шанталь Модест Рашид Саллали | Правый блок        | 1 103      | 22,27          |            |            |
|                | Лоран Бёвен София Тершани    | Левый блок         | 1 011      | 20,41          |            |            |